# Jan Jiří z Herbersteinu
Jan Jiří hrabě z Herbersteinu (německy Johann Georg Graf von Herberstein, 19. srpna 1591, Salcburk – 12. června 1663, Řezno) byl německý šlechtic z rodu Herbersteinů a církevní činitel, v letech 1662 až 1663 byl biskupem-elektem řezenské diecéze.

## Biskup
Po smrti biskupa kardinála Františka Viléma z Wartenbergu (1649–1661) byl Jan Jiří z Herbersteinu dne 18. února 1662 zvolen do funkce nového řezenského biskupa. Situace diecéze a Řezenského biskupského knížectví však byla v té době v důsledku předchozí třicetileté války finančně velmi napjatá. 
Jan Jiří zemřel v červnu 1663, brzy po papežském potvrzení v úřadu biskupa, avšak dříve než byl vysvěcen. Jeho místo v úřadu řezenského biskupa po něm převzal Adam Vavřinec z Toerring-Steinu.